# Euthraulus nanjingensis
Euthraulus nanjingensis is een haft uit de familie Leptophlebiidae. De wetenschappelijke naam van de soort is voor het eerst geldig gepubliceerd in 1980 door You, Wu, Gui & Hsu.
De soort komt voor in het Oriëntaals gebied.